# MKB Aréna Sopron
MKB Aréna Sopron este o sală multifuncțională din municipiul Sopron, Ungaria. Este folosită ca bază locală pentru echipele masculine și feminine de baschet, volei și handbal din oraș. Capacitatea sălii este de 2.500 de locuri. Sala a fost gazda grupei D a Campionatul European de baschet feminin din anul 2015.

## Evenimente
- Ligno Novum Wood Tech Expo
- Campionatul European de Baschet Feminin Under-20 2006
- Campionatul European de Baschet Feminin 2015

## Legături externe
- Site Oficial